# Katy Clark
Kathryn Sloan Clark, née le 3 juillet 1967 à Kilwinning, est une femme politique britannique et pair à vie qui est membre du Parlement écossais (MSP) pour la région de l'ouest de l'Écosse depuis 2021. Membre du Parti travailliste, elle est députée du North Ayrshire et Arran de 2005 à 2015.

## Jeunesse
Clark est née à Kilwinning et est allé à l'école primaire d'Ayr Grammar puis à la Kyle Academy, tous deux à Ayr, avant de fréquenter l'université d'Aberdeen , obtenant un LLB en 1990. Elle est présidente du club travailliste de l'université d'Aberdeen, responsable des femmes de la NUS (Écosse) et active dans les campagnes pour les femmes, les campagnes contre les impôts et la campagne contre le Golfe, puis la guerre en Irak. Elle obtient un diplôme en pratique juridique de l'Université d'Édimbourg en 1991 . Elle obtient son diplôme d'avocat en Angleterre, en Écosse et au Pays de Galles, se spécialisant dans les litiges civils, le travail de défense pénale et le droit du travail. Elle est active au sein du syndicat MSF et du Conseil des métiers d'Edimbourg et du district dans les années 1990 avant de rejoindre le TGWU en 1998.
Elle est avocate en pratique privée à Édimbourg et à Musselburgh de 1991 à 1998  membre exécutif du Scottish Council for Civil Liberties, et juriste, puis responsable des services juridiques aux membres de l' UNISON  national de 1998 à 2005. 
Elle adhère au Parti travailliste à l'âge de dix-sept ans  et est membre des syndicats Unite, GMB et UNISON. Son arrière-arrière-grand-père, Alexander Sloan, est député travailliste du South Ayrshire de 1939 jusqu'à sa mort en 1946.

## Carrière parlementaire
Clark se présente sans succès pour le siège parlementaire de Galloway et d'Upper Nithsdale aux élections générales de 1997. Elle termine à la troisième place derrière le secrétaire d'État au Commerce et à l'Industrie Ian Lang, qui perd son siège au profit d'Alasdair Morgan du SNP .
Elle est élue à la Chambre des communes lors des élections générales de 2005 pour le nouveau siège de North Ayrshire et Arran, basé essentiellement sur l'ancien siège de Cunninghame North, dont le député Brian Wilson prend sa retraite, et les villes de Stevenston et Kilwinning de l'ancien Cunninghame Sud . Elle a une majorité de 11 296 voix  et prononce son premier discours le 7 juin 2005 . Elle est nommée pour le « Premier discours de l'année » du magazine House. Après les élections, The Guardian la désigne comme l'un des huit nouveaux députés "à surveiller" .
Clark est battue lorsqu'elle se présente comme candidate de gauche au poste de chef adjoint du Parti travailliste écossais en 2014, plaidant pour un changement de direction . Elle perd son siège aux Communes du North Ayrshire et d'Arran aux élections générales de mai 2015 au profit de la candidate du SNP Patricia Gibson .
Clark est élue comme députée provincial de la liste régionale de l'ouest de l'Écosse pour le Parti travailliste écossais, elle est également candidate de la circonscription de Cunninghame North aux élections du Parlement écossais de 2021 .
Clark est socialiste et est considérée comme à la gauche du parti parlementaire lorsqu'elle est députée. Elle s'oppose au plan Brexit du Premier ministre Boris Johnson, appelle à un deuxième référendum et s'engage à faire campagne pour « rester » si un tel vote avait lieu .
Clark est parmi les premiers partisans de la campagne à la direction de Jeremy Corbyn en 2015  et elle est nommée secrétaire politique en novembre 2015, après son élection .
En 2017, Corbyn charge Clark de diriger un examen du fonctionnement démocratique du parti travailliste à tous les niveaux, notamment les élections à la direction du parti travailliste, la composition du comité exécutif national, donnant aux membres travaillistes une plus grande voix dans la politique du parti, la création de partis travaillistes de circonscription, locaux et le gouvernement régional et améliorer la situation des femmes, des LGBT+, du BAME, des personnes handicapées et des jeunes membres.
Clark est créée baronne Clark de Kilwinning, de Kilwinning dans le comté d'Ayrshire, le 3 septembre 2020, titre sous lequel elle est membre de la Chambre des lords et siège comme pair travailliste. La baronne Clark prononce son premier discours le 28 septembre 2020. Elle prend un congé en mai 2021, en raison de son élection au Parlement écossais.
Elle est élue membre du Parlement écossais pour la région de l'ouest de l'Écosse lors des élections du Parlement écossais de 2021. Avant son élection, Clark a précédemment exprimé son intention de se retirer de la Chambre des Lords si elle est élue à Holyrood . Elle est nommée ministre fantôme de la Sécurité communautaire au sein du cabinet fantôme travailliste écossais en mai 2021 .